# Machinepistool

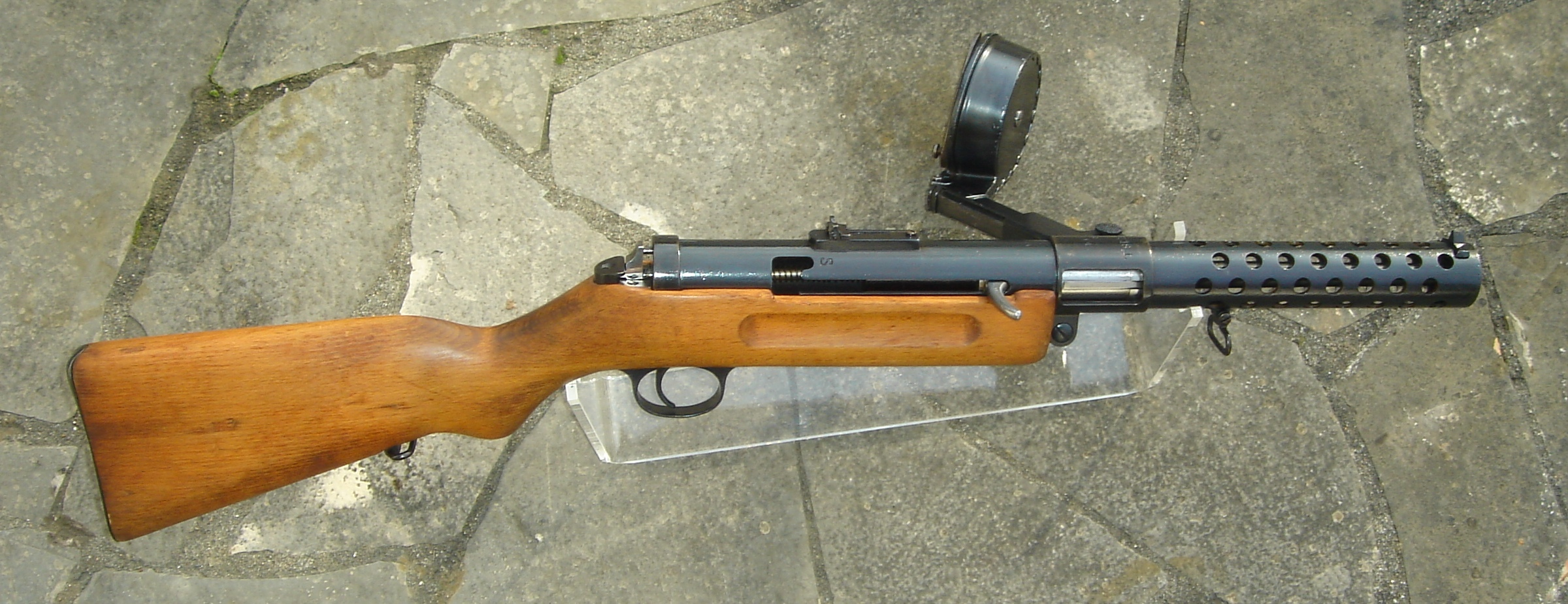
Bergmann MP 18.1

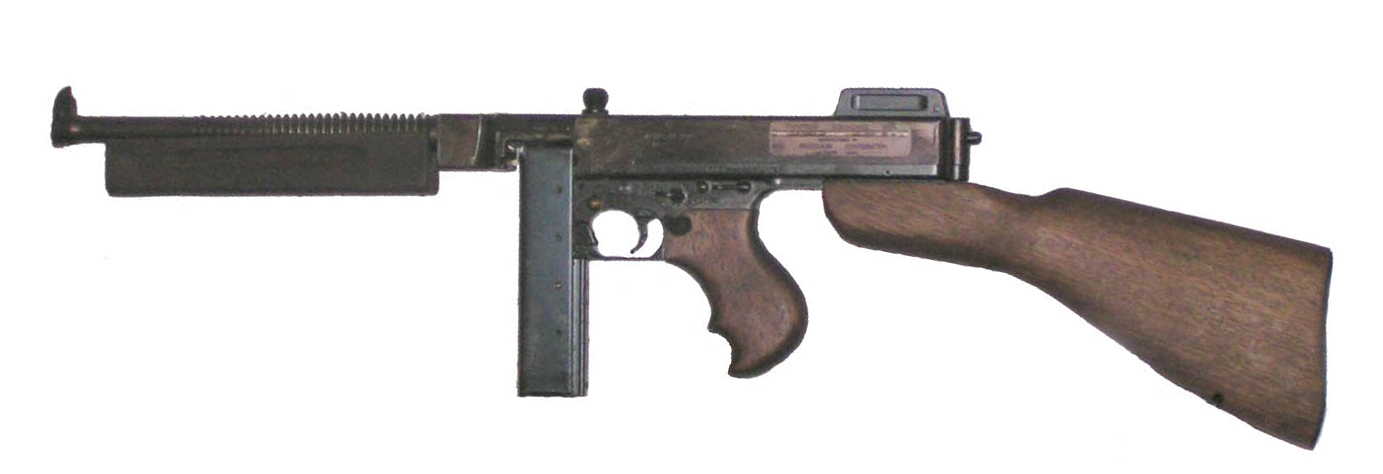
Thompson submachine gun

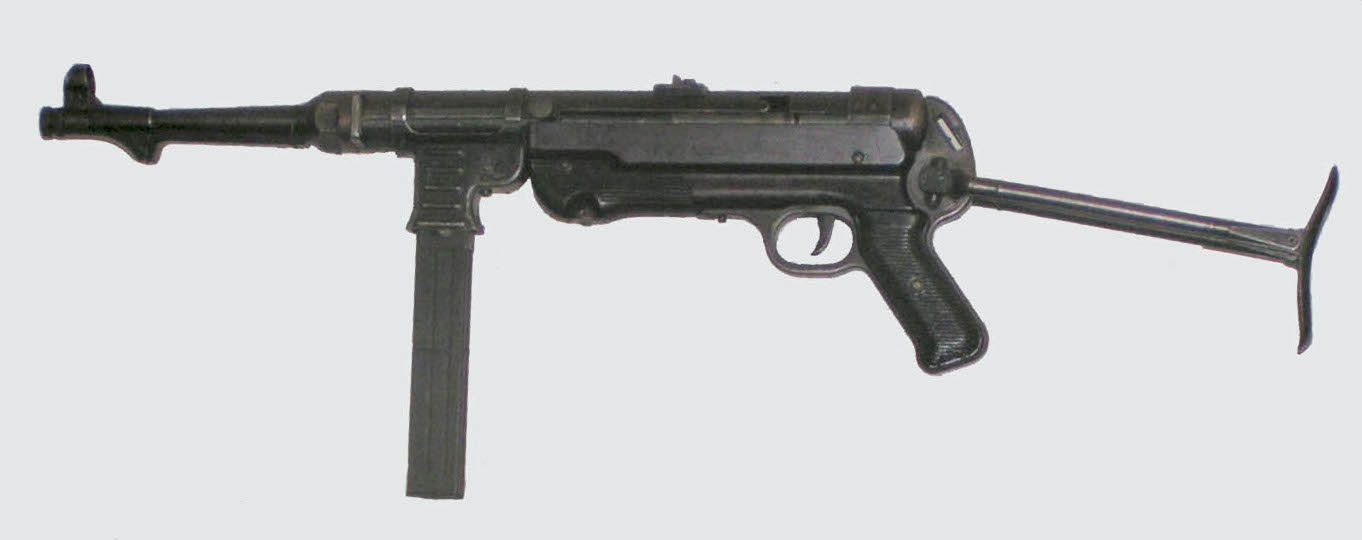
MP40

Een machinepistool, pistoolmitrailleur (in het Engels: sub-machinegun) of (in België) mitraillette is een gevechtswapen geschikt voor de korte afstand. Het is een automatisch vuurwapen dat pistoolmunitie verschiet. 
In de Nederlandse legervoorschriften uit de jaren veertig was de (inmiddels verouderde) benaming: mitrailleurkarabijn. Voorschrift 1504 (Sten) uit 1949 geeft de volgende omschrijving van de pistoolmitrailleur:

De pistoolmitrailleur is een wapen voor het afgeven van vuur op korte afstanden en wordt gebruikt tot op afstanden van 100 m. Op grotere afstanden verliest de kogel veel van zijn snelheid en dientengevolge van zijn doordringingsvermogen. Het is een wapen dat buitengewoon geschikt is voor het voeren van straat- en bosgevechten; evenzo is het zeer geschikt als vuurwapen bij het uitvoeren van patrouilleopdrachten

## Geschiedenis
De Bergmann MP 18.1, die in 1916 werd ontworpen en in 1918 in productie werd genomen, staat bekend als het eerste ontwikkelde machinepistool. Dit is echter niet correct: de Italianen ontwikkelden al in 1914 het Villar-Perosa machinepistool.
Men kan deze wapens vanaf de schouder of de heup afvuren. Een verschil met machinegeweren en aanvalsgeweren is dat het wapen lichter is en een minder krachtige terugslag heeft. Nadelen zijn dat de afgevuurde kogels een minder groot bereik en minder penetratievermogen hebben, soms onvoldoende om personen met een kogelvrij vest te elimineren.
Deze wapens verschieten patronen van hetzelfde kaliber als veel pistolen, namelijk 9x19mm Parabellum, .45 ACP, 7,62x25 mm Tokarev, 5,7x28 mm, 9x18 mm Makarov of .22. Een machinepistool is nauwkeurig tot ongeveer 100 meter.

## Voorbeelden van machinepistolen
- de Argentijns Halcon M1943
- de Duitse MP18 het eerste echte machinepistool
- de Israëlische IMI Uzi
- de Guatemalteekse SM-9
- de Duitse MP40 (vaak foutief Schmeisser genoemd)
- de Britse Stengun
- de Amerikaanse Thompson (of Tommy-gun)
- de Sovjet-Russische PPSj-41
- de Belgische FN P90
- de Tsjechische CZ Skorpion
- de Duitse Heckler & Koch MP5

## Nederlandse krijgsmacht
Er zijn in het Nederlandse leger verscheidene termen voor het machinepistool. Toen de MP 28 bij het Koninklijk Nederlandsch-Indisch Leger in gebruik genomen werd was dat onder de naam "Pistoolmitrailleur M.39", ofwel pistoolmitrailleur van het modeljaar 1939. Vier jaar later zouden de Engelandvaarders worden uitgerust met Britse wapens, waaronder de Thompson M1928 en Stengun. Als gevolg van de Britse term voor deze wapens, dat wil zeggen, "machine carbine", dienden deze twee wapens als de Mitrailleurkarabijn van 11,43 mm (Thompson Submachine Gun) en de Mitrailleurkarabijn van 9 mm (Sten Model V). Het gaat hier om een vrij letterlijke vertaling van de Britse term voor de pistoolmitrailleur.
Met de invoering van de uzi in het Nederlandse leger ging men terug naar de term pistoolmitrailleur, dit wapen bleef tot 1995 in gebruik als "Pistoolmitrailleur Uzi".